# Cuora pani
Cuora pani – gatunek gada z podrzędu żółwi skrytoszyjnych, z rodziny batagurowatych (Geoemydidae). Występuje w Chińskiej Republice Ludowej.

## Taksonomia
Gatunek po raz pierwszy opisał w 1984 roku chiński herpetolog, Ming-Tao Song.

## Morfologia

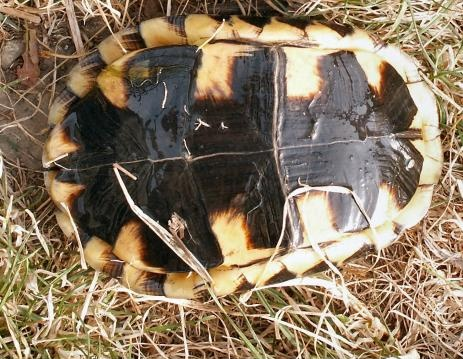
Plastron

Karapaks w kolorach od oliwkowego do brązowego z żółtymi akcentami, plastron żółtawy z ciemniejszymi plamami; długość pancerza u samców dochodzi do 14,5 cm, u samic do 19,5 cm. Cuora pani potrafi szczelnie zamykać plastron w przypadku zaniepokojenia lub zagrożenia, ukrywając w skorupie głowę i łapy. Samce mają zwykle dłuższe ogony i bardziej wklęsły plastron, podczas gdy samice mają krótsze ogony i bardziej płaski plastron. Ubarwienie może być również nieco bardziej żywe u samców.

## Występowanie
Zasięg jego występowania obejmuje następujące prowincje Chińskiej Republiki Ludowej: Henan, Hubei, Shaanxi i Syczuan. Żółw preferuje środowisko wód słodkich, choć można spotkać go również na lądzie.

## Pożywienie
Dieta Cuora pani obejmuje owady, małe ryby oraz rośliny.

## Rozmnażanie
Sezon lęgowy zwykle przypada na wiosnę i wczesne lato. W tym czasie samice składają 1–3 jaj w płytkich gniazdach wykopanych w glebie. Czas rozwoju zarodka w jaju wynosi około 70–90 dni, w zależności od warunków środowiskowych.

## Status
Według klasyfikacji przyjętej przez Międzynarodową Unię Ochrony Przyrody, Cuora pani posiada kategorię CR, a więc jest gatunkiem krytycznie zagrożonym wyginięciem.